# День моря (Япония)
День моря (яп. 海の日 Уми-но хи) — государственный праздник Японии, согласно закону определяется как день благодарности океану и надежды на процветание морской страны. До 1996 года назывался Праздником моря или Днём памяти моря (яп. 海の記念日 Уми-но кинэмби), но не был государственным праздником. В 1996—2002 годах был государственным праздником и праздновался 20 июля. Начиная с 2003 года, согласно системе счастливых понедельников отмечается в третий понедельник июля.

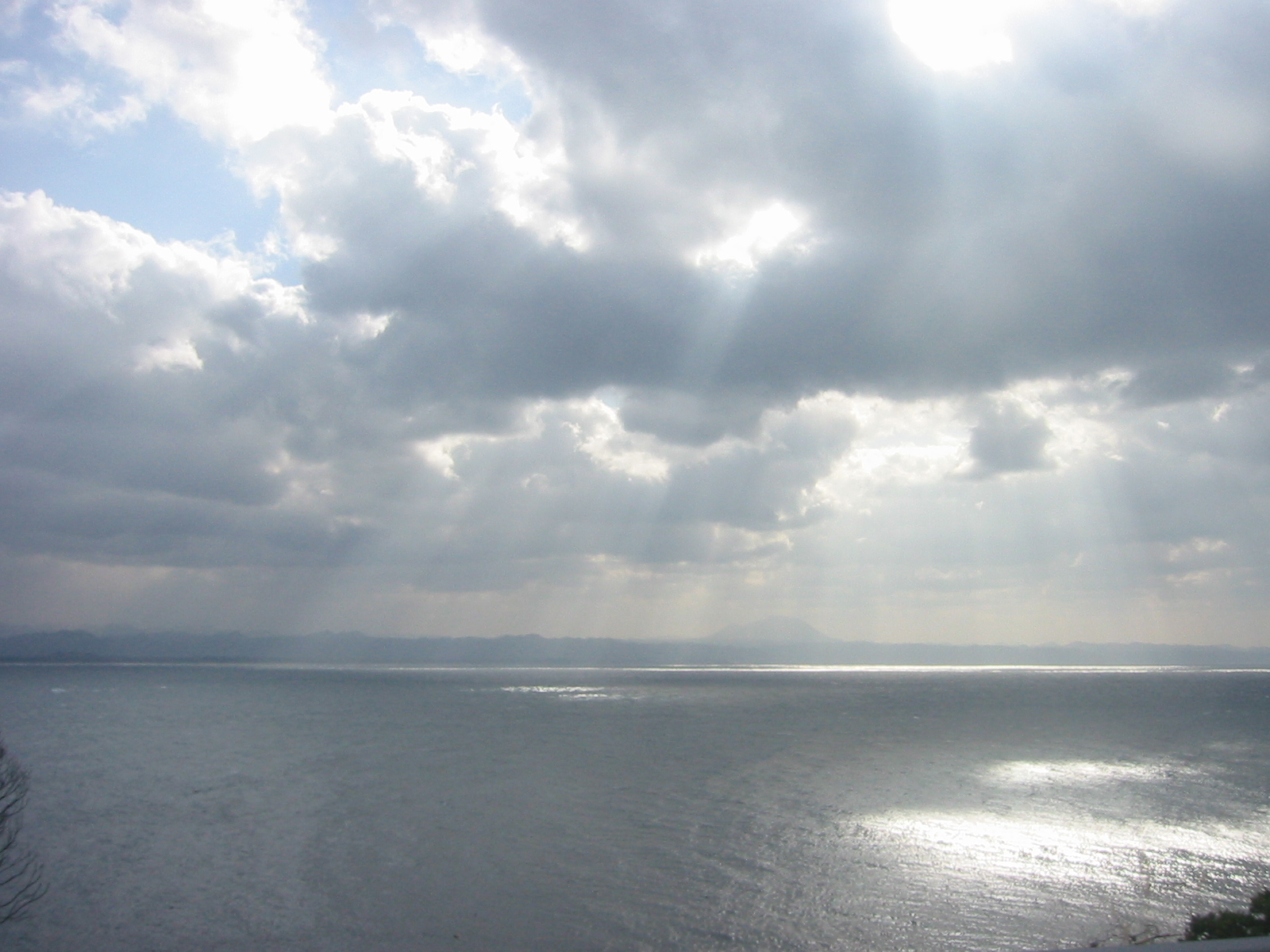
Японское море

С этого праздника начинаются летние каникулы и купальный сезон, который завершается 15 августа. До Дня моря вода считается холодной, а после 15 августа купание невозможно из-за появления ядовитых медуз. В этот день принято подавать на стол жареную ставриду адзи с кисло-сладким соусом. Праздник, появившийся в последнее десятилетие XX века, не имеет устоявшихся традиций, многие японцы считают этот день дополнительным выходным.